# Nagy Lajos (lelkész, 1867–1940)
Szentantalfai Nagy Lajos (Nemesládony, 1867. február 14. – Sopronnémeti, 1940. április 15.) evangélikus lelkész, író, esperes.

## Élete
Nagy József és Bencsik Judit földművelő szülők fia, akik a soproni evangélikus líceumba adták őt tanulásra. Szüleit 16 éves korában egy év alatt elvesztette; tanulását azonban nagybátyja gyámsága alatt tovább folytatta és tanulta a teológiát is, melyet Pozsonyban fejezett be. 1890-ben avattatott lelkésszé és mivel lelkészi állás nem volt üresedésben, Farádra ment káplánnak és másodtanítónak, 1892. február 22-től 1895-ig pedig Dabronyban (Veszprém megye) volt segédlelkész. 1896-től Szentantalfán volt rendes lelkész.
Cikkeit, költeményeit Ladányi álnév alatt írta a következő hirlapokba és folyóiratokba: Pápai Független Ujság (1893-1894. A szerelem, Apróságok a nők jelleméről, németből), Pesti Hirlap (1894. Ötletek); Prot. Pap (1891. Reformatiói beszéd, 1894. cikkek, költ., Papválasztás az evang. egyházban); Evang. Egyház és Iskola (1893. Miért nem helyes, ha teljesen a nép választ papot? Miért kell a mostani papválasztási rendszert megdönteni? A dunántúli evang. segédlelkészek reménytelen állapota, 1894. Még egy tanács, Jóslat); Evang. Népiskola (1894. Ötletek, Morzsák); Kalászok (1894. Költemények, egyházi beszédek) sat.

## Munkái
- Tavaszi hajtások. Versek. Gondolatok. Értekezések. Pápa, 1893.
- Őszint e ötletek. Ladányitól. Pápa, 1894.
- Verses suspiriumok az egyházi év ünnepnélküli felében előforduló evangéliumokra és epistolákra, továbbá különféle viszonyokra alkalmazva. Németből ford. Pápa, 1894.
- Evangyéliomi és epistolai perikopák. Források után összeállította Ladányi. kiadja Nagy Lajos. Pápa, 1894.
- Ádventi tanítások. Németből átdolgozta. Pápa, 1894.
- A szenvedések történetének főbb alakjai. Húsz bőjti tanítás. Németből átdolgozva. Pápa, 1894.
- Egyházlátogatási Emléklapok főt. és mélt. Gyurátz Ferencz evang. püspök úrnak 1896. jún. 14. és 15. Szent-Antalfán és Zánkán tartott püspöki egyházlátogatásáról. Pápa, 1897.
- Protestáns tanítók sátoros ünnepe. Karácsonyi, pünkösdi egyházi beszéd protestáns tanítók használatára. Pápa, 1899.